# Port Republic
Port Republic est une ville de l'État américain du New Jersey, située dans le comté d'Atlantic.
Lors du recensement de 2010, sa population est de 1 115 habitants. La municipalité s'étend sur 8,58 milles carrés (22,22 km2), dont 1,10 milles carrés (2,85 km2) d'étendues d'eau.
La ville devient une municipalité indépendante de Galloway Township le 1er mars 1905. Son nom célèbre la République des États-Unis d'Amérique.